# .gg
.gg — в Інтернеті, національний домен верхнього рівня (ccTLD) для Гернсі.

## Домени 2-го та 3-го рівнів
В цьому національному домені нараховується близько 14,100,000 вебсторінок (станом на червень 2023 року).
У наш час використовуються та приймають реєстрації доменів 3-го рівня такі доменні суфікси (відповідно, існують такі домени 2-го рівня):
| Суфікс  | Регламентовані користувачі          |
| .co.gg  | Комерційні установи, корпорації     |
| .gov.gg | Державні та урядові установи        |
| .org.gg | Неприбуткові, неурядові організації |
| .sch.gg | Публічні та приватні школи          |